# سیگور روس

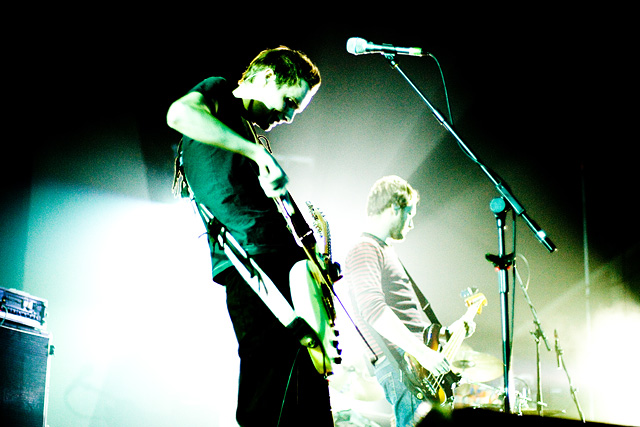
کنسرت سیگور روس در سال ۲۰۰۵ در ریکیاویک

سیگور رُوس (به ایسلندی: Sigur Rós) گروه پست-راک ایسلندی است که به خاطر لحن اثیری آثار و نیز صدای فالستو و گیتارنوازی آرشه‌ای خوانندهٔ اصلی‌اش (یون ثر بیرکیسن)، شهرت دارد. رگه‌های مینیمالیستی و کلاسیک در آثارشان مشهود است.
Ros نام خواهر کوچک یکی از اعضای بنیان‌گذار گروه است.